# ギヨーム2世・ド・ヴィルアルドゥアン
ギヨーム2世・ド・ヴィルアルドゥアン（Guillaume II de Villehardouin, 1211年頃 - 1278年5月1日）は、ギリシア生まれのフランス人、第4代アカイア公（1246年 - 1278年）。ギリシア名グリエルモス（Γουλιέλμος）。第2代ジョフロワ1世・ド・ヴィルアルドゥアンの次子、第3代ジョフロワ2世・ド・ヴィルアルドゥアンの弟。

## 生涯
母イザベルがギリシアに移住した後、1211年頃にカラマタ城で生まれた。フランス語に加えてギリシア語も自由に操ったと言われている。
1248年、1年近い包囲戦の後、半島最後の拠点であった要塞都市モネンヴァシアを降伏開城させ、半島全土の征服を一応達成する。
1249年、タイゲトス山脈に籠もって抵抗を続けるスラヴ人部族・メリング族を牽制すべく山麓の丘にミストラス城を、また同じ頃、支配下に入ったマニ地方に「大マニ城」を建設して反乱に備えた。こうした相次ぐ築城は、半島全土の征服と共にアカイア公国の絶頂期を飾る事業であった。ギヨームはこうした居城を巡回して支配を強めると同時に、平地に建設された首都アンドルヴィル（アンドラヴィダ）で宮廷生活を営み、フランス文化がこの地に花咲いた。
ギヨームはフランス貴族ナルジョ・ド・トゥシーの娘（個人名不明）、イタリア人のカリンターナ・ダッレ・カルチェリと2度にわたって結婚したが、2度とも先立たれていた。1258年、イピロス専制公ミハイル2世ドゥカスの娘アンナと結婚し、アカイア公国はニケア帝国の躍進に対しイピロス専制公国、シチリア王国と同盟して反ニケア包囲網を敷く事になった。
この危険な同盟が、ギヨームとアカイア公国を繁栄の絶頂から転落へと導く事になる。1259年、ペラゴニアに集結した反ニケア同盟軍であったが、ギヨームとミハイル2世の庶子ヨアニス1世ドゥカスとが対立し、軍団の足並みに乱れが生ずる。この対立の原因は、自分の高貴な生まれを誇るギヨームが、ヨアニスの出自を嘲笑したからであると伝えられている。ギヨームはその軽率さに対し、高い代償を支払わされる事となった。ヨアニス・ドゥカスは早々に軍を離脱させ、残存する同盟軍はペラゴニアの戦いに於いてニケア皇帝ミハイル8世パレオロゴスの弟、ヨアニス・パレオロゴス副帝（ケサル）指揮下のニケア軍に惨敗を喫してしまう。ギヨームは辛くも戦場を離脱したが、逃走中追いつめられ、最後は農家の藁束の中に身を潜めていたところを見つかり捕らえられてしまう。
ギヨームは1259年から1261年の2年間にわたり、ニケア、ついで東ローマ帝国の首都に返り咲いたコンスタンティノポリスにて虜囚の生活を送った。この間、妻アンナが捕虜になった他の騎士達の妻と共にアカイア公国を統治したという。結局、ギヨームは東ローマ皇帝の臣下となり、帝国にミストラス、モネンヴァシア、「大マニ城」、ゲラキの4要塞を割譲することでようやく釈放された（引き渡しは翌1262年）。その際、帝国軍総司令官（メガス・ドメスティコス、μέγας δομέστικος）の名誉職をミハイル8世から授与されている。
この敗退と喪失はアカイア公国にとって大きな打撃となった。「異端」である東ローマに臣従したギヨームの個人的名声が失墜しただけではない。戦闘に於ける損失は、元々決定的に少数派であったフランス人騎士層の更なる減少を招き、この寡頭政治の弱点を露呈してしまった。そして何よりも重要かつ難攻不落の拠点を東ローマ側に割譲したことで、彼らに半島再征服の足がかりを与えてしまった。それはゆっくりとした、しかし確実な、1430年の全土併合と滅亡まで決して止む事のない衰亡の歴史の始まりであった。
ギヨームはこのような失地を挽回すべく、一大決断を下す。東ローマ皇帝に対する臣従は間もなく、東西教会合同を中々実行しようとしないミハイル8世に苛立ったローマ教皇によって無効とされていたが、実質的な支援を得るべく、当時アドリア海・エーゲ海地域に勢力を広げつつあったフランス王家出身のシャルル・ダンジュー（シチリア王カルロ1世）との同盟に乗り出すのである。1267年にイタリア・ヴィテルボで締結されたいわゆるヴィテルボ協定は、シャルルとギヨームとの同盟、ギヨームのシャルルへの臣従、ギヨームの娘イザベルとシャルルの三男フィリップの結婚と後者のアカイア公国相続（ギヨームには後継者となる男子がいなかった）、両者に子供がない時にはシャルルがアカイア公国を相続すべき事、等々を決定した。形こそ協定、同盟であったが、明らかにこれはアカイア公国を取り巻く状況がアンジュー家の主導下に入ったことを意味している。
ギヨーム2世・ド・ヴィルアルドゥアンは1278年5月1日、誕生の地カラマタ城で死去した。娘婿フィリップは1277年、ギヨームに先立って亡くなっていた。ヴィテルボ協定に基づき、アカイア公国はシャルル・ダンジューが継承した。かくしてシャルルはコンスタンティノポリスと東ローマ帝国再征服という野心に向けて動き出すのである。

## 家族
ギヨームは3度結婚した。
最初の妻はフランス貴族ナルジョ・ド・トゥシーの娘（個人名不明）。子供は生まれなかった。
2番目の妻はイタリア人カリンターナ・ダッレ・カルチェリ（Carintana dalle Carceri, 1255年没）。子供は生まれなかった。
3番目の妻はイピロス専制公ミハイル2世ドゥカス・コムニノス・アンゲロスの娘アンナ（Άννα）。娘が2人生まれた。
- イザベル・ド・ヴィルアルドゥアン
- マルグリット・ド・ヴィルアルドゥアン（英語版）（Marguerite de Villehardouin） - 2度結婚した。最初の夫はイスナール・ド・サブラン（Isnard de Sabran）。娘イザベル（Isabel）をもうけた後死別。娘イザベルはマヨルカ王ジャウメ2世王子フェランと結婚、マヨルカ王ジャウメ3世の母となった。マルグリットは1299年にケファロニア宮廷伯リカルド・オルシーニ（Riccard Orsini, 1303年没）と再婚した。こちらの結婚では子供は生まれなかった。

（本項目のギリシア語固有名詞表記は中世ギリシア語の発音に依拠した。古典式慣例表記については各リンク先の項目を参照）